# Kanonia pod wezwaniem św. Pawła we Fromborku
Kanonia pod wezwaniem św. Pawła we Fromborku – zabytkowa kanonia położona we Fromborku, przy ulicy Krasickiego 8. Wchodzi w skład Ogrodów kanonickich we Fromborku. Budynek ten został wzniesiony około 1680 roku.
Przez długi czas kanonia była pozostawiona bez opieki, jej pierwotne wyposażenie uległo dewastacji i kradzieży. Brak konserwacji sprawił, że popadła w ruinę, która dziś grozi zawaleniem.